# Дама з камеліями (фільм, 1912)
«Каміла» (англ. Camille) — американська короткометражна драма режисера Джея Ганта 1912 року.

## У ролях
- Гертруда Шипман — Маргарита Готьє
- Ірвінг Каммінгс — Арманд Дю Віль
- Артур Еверс —  граф де Вервілль
- Лоуренс Б. Макгілл — М. Дю Віль
- Сюзанна Вілліс — мадам Пруденс
- Евелін Френсіс — Нічетте
- Чарльз Госкінс — герцог Мюрік
- Роуз Файастоун — мадам Дю Віль